# تلة كليف
تلة كليف (بالإنجليزية: Cleeve Hill) هي أعلى نقطة في سلسلة الكوتسوولدز. يبلغ ارتفاعها 330 مترا.

## وصلات خارجية
- Official Cleeve Common Website